# Crăiești (gmina)
Crăiești – gmina w Rumunii, w okręgu Marusza. Obejmuje miejscowości Crăiești, Lefaia, Milășel i Nima Milășelului. W 2011 roku liczyła 924 mieszkańców.